# Aloe sakoankenke
Aloe sakoankenke é uma espécie de liliopsida do gênero Aloe, pertencente à família Asphodelaceae.